# Quercusia caerulea
Quercusia caerulea är en fjärilsart som beskrevs av Leo Schwingenschuss 1953. Quercusia caerulea ingår i släktet Quercusia och familjen juvelvingar. Inga underarter finns listade.